# Lindenbergia
Lindenbergia – rodzaj roślin z rodziny zarazowatych (Orobanchaceae). Obejmuje 16 gatunków. Zasięg rodzaju obejmuje południowo-wschodnią Afrykę (od Egiptu po Kenię) oraz południową Azję (od Półwyspu Arabskiego po Chiny i Filipiny). Niektóre gatunki bywają uprawiane jako ozdobne.

## Morfologia
PokrójRośliny zielne (roczne i wieloletnie), o łodygach płożących, podnoszących się i prosto wzniesionych, obłych na przekroju. Rośliny owłosione, nierzadko z włoskami gęstymi i długimi.
LiścieNaprzeciwległe, siedzące lub krótkoogonkowe, o blaszkach lancetowatych, jajowatych do kolistych. Brzegi blaszki ząbkowane lub piłkowane.
KwiatySiedzące lub krótkoszypułkowe. Kielich dzwonkowaty, z pięcioma łatkami rozdzielonymi do połowy długości kielicha. Korona żółta, wyraźnie dwuwargowa. Pręciki cztery, schowane w rurce korony, często z asymetrycznymi pylnikami. Zalążnia jajowata lub kulista.
OwoceTorebki zawierające liczne nasiona.

## Systematyka
Pozycja systematyczna
Rodzaj z rodziny zarazowatych Orobanchaceae, w której obrębie klasyfikowany jest do monotypowego i bazalnego plemienia Lindenbergieae.
Wykaz gatunków
- Lindenbergia arabica (S.Moore) Hartl
- Lindenbergia awashensis Hjertson
- Lindenbergia fengkaiensis R.H.Miau & Q.Y.Cen
- Lindenbergia fruticosa Benth.
- Lindenbergia grandiflora Benth.
- Lindenbergia griffithii Hook.f.
- Lindenbergia hookeri C.B.Clarke ex Hook.f.
- Lindenbergia indica (L.) Vatke
- Lindenbergia luchunensis D.D.Tao & Y.M.Shui
- Lindenbergia macrostachya (Benth.) Benth.
- Lindenbergia muraria (Roxb. ex D.Don) Brühl
- Lindenbergia philippensis (Cham. & Schltdl.) Benth.
- Lindenbergia serpyllifolia Hjertson
- Lindenbergia sinaica (Decne.) Benth.
- Lindenbergia sokotrana Vierh.
- Lindenbergia titensis Sikdar & Maiti